# GamesRadar+
GamesRadar+, ehemals GamesRadar, ist ein Onlinemagazin zu Themen mit Computerspiel-Bezug. Die Website veröffentlicht Nachrichten, Interviews, Vorschauen und Testberichte zu Videospielen, Filmen und Serien. GamesRadar+ wird seit 2005 vom britischen Verlag Future plc herausgegeben, zu dem ebenfalls die Videospielzeitschriften PC Gamer, Edge und Retro Gamer gehören. Ende 2014 gingen die Webauftritte der Print-Magazine Edge, SFX, Computer and Video Games in GamesRadar auf, das seitdem GamesRadar+ heißt.

## Redaktion
Die Redaktion von GamesRadar+ ist auf die drei Standorte Bath und London im Vereinigten Königreich sowie New York City in den Vereinigten Staaten aufgeteilt. Ein Teil der Belegschaft arbeitet mobil. Chefredakteurin ist Sam Loveridge.

## Inhalte
GamesRadar+ veröffentlicht neben eigenen Artikeln auf entsprechenden Unterseiten auch Inhalte der verlagseigenen Print-Zeitschriften Retro Gamer, Edge, Play, Total Film und SFX. Seit Juni 2020 gehört auch das US-amerikanische Comic-Webmagazin Newsarama zu GamesRadar+.